# ماتيو ماندورليني
ماتيو ماندورليني (بالإيطالية: Matteo Mandorlini)‏ (22 أكتوبر 1988 بكومو في إيطاليا - ) هو لاعب كرة قدم إيطالي في مركز الوسط. شارك مع منتخب إيطاليا تحت 16 سنة لكرة القدم ومنتخب إيطاليا تحت 17 سنة لكرة القدم ومنتخب إيطاليا تحت 19 سنة لكرة القدم. أما مع النوادي، فقد لعب مع نادي بارما ونادي بريشيا ونادي بياتشينزا ونادي بيزا ونادي سبيزيا ونادي فياريجو وASD Città di Foligno 1928 ‏ وItaly national football C team ‏ وبوردينوني كالتشيو واتحاد بافيا لكرة القدم ونادي غروسيتو.

## وصلات خارجية
- ماتيو ماندورليني على موقع الاتحاد الدولي (مؤرشف)  (الإنجليزية)
- ماتيو ماندورليني على موقع قاعدة بيانات كرة القدم.إي يو (الإنجليزية)
- ماتيو ماندورليني على موقع عالم كرة القدم.نت (الإنجليزية)